# Ancistargis verrucosa
Ancistargis verrucosa är en ringmaskart som beskrevs av Fauchald 1972. Ancistargis verrucosa ingår i släktet Ancistargis och familjen Pilargidae. Inga underarter finns listade i Catalogue of Life.